# Flugplatz Triengen

i7
i11
i13
Der Flugplatz Triengen (ICAO-Code LSPN) ist ein privater Flugplatz bei Triengen im Kanton Luzern in der Schweiz.
Die Piste war mit einer Länge von 395 m lange Zeit die kürzeste befestigte Start- und Landebahn in der Schweiz. Sie wurde im Oktober 2010 um 160 m in Richtung Süden verlängert. Der Flugplatz befindet sich auf einer Höhe von 486 m ü. M. südlich von Triengen. Er wird von Motorfliegern und Fallschirmspringern genutzt.
Beim Flugplatz befinden sich ein Restaurant und ein Kinderspielplatz.

## Geschichte
Heinrich Müller, ein flugbegeisterter Land- und Gastwirt aus Triengen, gründete 1947 den Flugplatz. Anfänglich wurden die Flugzeuge in Luzern gemietet und dienten dazu, Rundflüge mit Verwandten und Bekannten durchzuführen. Start und Landung galten als Attraktion und es scharten sich Menschen auf dem Flugplatzgelände zusammen. Im Jahr 1948 stürzte der einzige damals existierende Hangar ein und ein Flugzeug blieb unter den Trümmern begraben. In den folgenden Jahren entstanden auf dem Flugplatzgelände ein Landwirtschaftsbetrieb und ein grösserer Hangar.
Im Jahr 1965 galt Triengen für die Luzerner und Aargauer Piloten als Stammflugplatz. Ein Jahr später wurde die Graspiste durch eine Hartbelagspiste ersetzt. Im Jahr 1969 gründete Franz Müller die Flugschule Flying Ranch Triengen. Jahrelange Diskussionen bezüglich Fluglärms führten 1994 zu einer Volksabstimmung. Es zeigte sich, dass ein Grossteil der Bevölkerung hinter dem Flugplatz und der Unternehmerfamilie Müller stand. Im Jahr 1994 wurde ein weiterer Hangar mit Werkstatt gebaut. Im Jahr 1997 feierte der Flugplatz sein 50-jähriges Bestehen.